# Aritz Aranburu
Aritz Aranburu Azpiazu est un surfeur professionnel espagnol  né le 30 août 1985 à Zarautz, dans la province de Guipuscoa.

## Biographie
Aritz commence le surf à sept ans et intègre la team Quiksilver à 14 ans. En 2007 il gagne 2 épreuves WQS ce qui lui permet d'intégrer le WCT 2008. Il est également Champion d'Europe 2007
Il finit la saison 2008 par une neuvième place au Pipeline Masters.

## Palmarès et résultats
- 2007 : Champion WQS ASP Europe.

- 2009 :
  - 3e du Billabong Pro Teahupoo à Teahupoo (Tahiti)

### Victoires
- 2007 : Zarautz Pro Surf, Guipuscoa, Espagne (WQS)
- 2007 : Hang Loose Pro, Fernando de Noronha, Brésil (WQS)
- 2005 : Goanna Pro, Asturies, Espagne (WQS)

### WCT
- 2008 : 39e repêché par l'ASP pour 2009 en raison de blessures

### WQS
- 2007 : 7e le qualifiant pour le WCT 2008